# Manfred Zsak
Manfred Zsak (* 22. Dezember 1964 in Mödling) ist ein ehemaliger österreichischer Fußball-Nationalspieler und aktueller Fußballtrainer. Der defensive Mittelfeldspieler bestritt 49 Länderspiele, nahm an der Weltmeisterschaft 1990 in Italien teil und konnte mit der Wiener Austria drei Mal in Serie Meister werden. Er betreute die U-21 Nationalmannschaft als Cheftrainer. Danach fungierte er als Trainerassistent des ÖFB Nationalteam, ehe er im November 2011 unter dem neuen Teamchef des ÖFBs, Marcel Koller, durch Thomas Janeschitz und Fritz Schmid abgelöst wurde; ihm wurde ein Trainerposten als U18-Teamchef angeboten.

## Karriere
Manfred Zsak wurde in der Südstadt beim FC Admira/Wacker groß, bei dem er auch in der Saison 1982/83 sein Debüt in der 1. Division feierte. Nach wenigen Spielen war er bereits Stammspieler und etablierte sich mit seinem Klub im Mittelfeld der Liga. Sein Ticket für die Nationalmannschaft löste er am 15. Oktober 1986 beim 3:0 gegen Albanien. Manfred Zsak wurde bald ebenso Fixbestandteils des österreichischen Teams, sodass er von verschiedenen Seiten umworben wurde. Schließlich verpflichtete ihn 1987 die damalige Spitzenmannschaft FK Austria Wien.
Bei den Veilchen stieg Manfred Zsak 1989 nach dem aktiven Karriereende Herbert Prohaskas zum Kapitän auf. Es folgten fünf titelreiche Jahre, in denen die Meisterschaft von 1991 bis 1993 drei Mal hintereinander geholt werden konnte, ebenso oft wie Manfred Zsak den ÖFB-Cup dieser Tage mit seinem Team gewann. Sollte es nicht mit internationalen Erfolgen auf Vereinsebene klappen, so konnte er doch mit der Nationalmannschaft an der Weltmeisterschaft 1990 in Italien teilnehmen. Der Mittelfeldspieler kam in allen Partien zum Einsatz, musste sich jedoch knapp mit dem Team in der Gruppenphase geschlagen geben.
Manfred Zsak, der von 1986 bis 1993 fast alle Länderspiele mitgemacht hatte – insgesamt 49 –, trat zwei Jahre nach seinem Karriereende in der Nationalmannschaft auch 1995 bei der Wiener Austria zurück. Letztlich kam es aber noch in der Saison 1996/97 zu einem Bundesligacomeback beim GAK und insbesondere als Nichtabstiegshilfe für den FC Linz. Insgesamt kam er auf 408 Erstligaspiele. Nach Abschluss der UEFA-Profi-Lizenz 2004 wurde er ein Jahr später Junioren-Nationaltrainer in der U16, dann U21. Bereits zuvor hatte er bei der Admira als Juniorentrainer gearbeitet.

## Erfolge
- 3 × Österreichischer Meister: 1991, 1992, 1993
- 3 × Österreichischer Cupsieger: 1990, 1992, 1994

- 49 Spiele und 5 Tore für die österreichische Fußballnationalmannschaft von 1986 bis 1993